# Vision String Quartet
Das Vision String Quartet ist ein deutsches Streichquartett-Ensemble, das in Berlin beheimatet ist.

## Geschichte des Ensembles
Das Vision String Quartet wurde 2012 von den Musikern Jakob Encke (1. Violine), Daniel Stoll (2. Violine), Sander Stuart (Viola) und Leonard Disselhorst (Violoncello) gegründet. Sie studierten zu dieser Zeit an der Universität der Künste Berlin, später beim Artemis Quartett in Berlin sowie bei Günter Pichler an der Escuela Superior de Música Reina Sofía in Madrid.
Das Ensemble erhielt in der Folge zahlreiche Preise und will in seinen Konzerten, in denen auch Eigenkompositionen aufgeführt werden, die Grenzen zwischen E- und U-Musik überwinden, indem es nicht nur Werke der Klassischen Musik aufführt, sondern auch von Pop und Jazz inspirierte Kompositionen. Das Quartett arbeitet auch mit anderen Künstlern zusammen, darunter mit der Sängerin Fatma Said.
Im November 2021 schied Jakob Encke aus und wurde durch Florian Willeitner ersetzt.

## Auszeichnungen
- 2015: Würth-Preis der Jeunesses Musicales Deutschland
- 2016: 1. Preis und die beiden Sonderpreise beim Felix Mendelssohn Bartholdy Hochschulwettbewerb in Berlin[2]
- 2016: 1. Preis und alle Sonderpreise beim Concours de Genève
- 2016: Publikumspreis der Festspiele Mecklenburg-Vorpommern
- 2018: Kammermusikpreis der Jürgen Ponto-Stiftung zur Förderung junger Künstler[3]
- 2020: Opus Klassik in der Kategorie „Kammermusikeinspielung des Jahres“
- 2021: Opus Klassik, Sonderpreis in der Sparte „Publikumspreis“ für das Werk The Shoemaker
- 2021: Preis der Oscar und Vera Ritter-Stiftung Hamburg[4]

## Diskographie
- 2020: Memento – Warner Classics
  - Franz Schubert, Streichquartett d-Moll D 810; Felix Mendelssohn Bartholdy, Streichquartett f-Moll op. 80
- 2021: Spectrum – Warner Classics
  - Sailor, Willi's Farewell, Copenhagen, Travellers, Paraglider, The Shoemaker, Fjordeby, Plunk Ballad, Liquirice, Samba, Alternative Endings, Hailstones, Run to You